# Pinot blanc

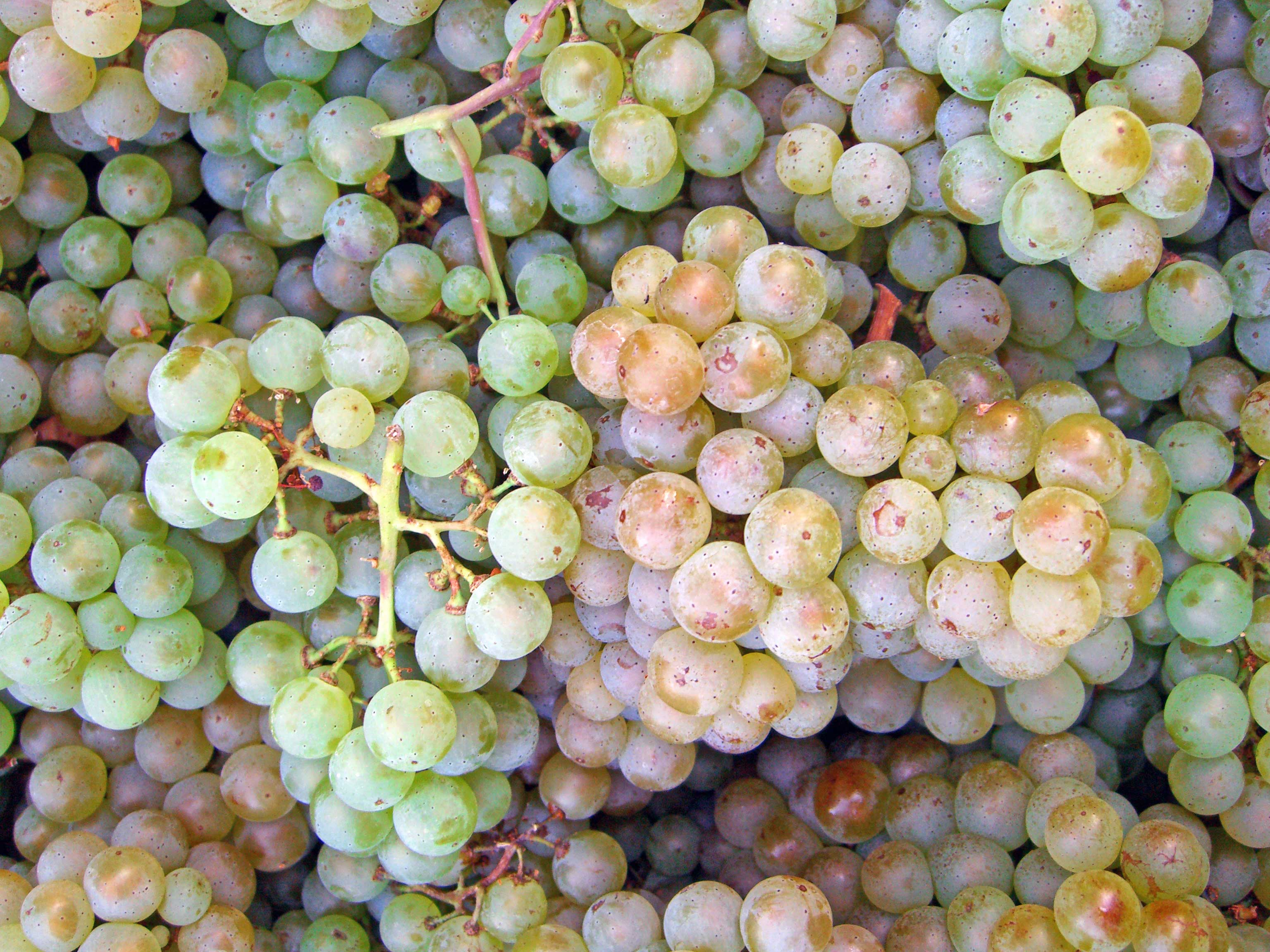

Pinot blanc är en grön vindruva av arten Vitis vinifera, även känd under namnen Weissburgunder eller Weisser Burgunder i Tyskland och Österrike, Pinot Bianco i Italien och Beli Pinot i Slovenien. Druvan är vanlig i Alsace, Norditalien och Tyskland. Den har en rund smak med lätt kryddighet.
I Alsace betyder beteckningen ”Pinot Blanc” inte nödvändigtvis att vinet enbart är gjort på druvsorten pinot blanc, eftersom även den besläktade auxerrois får ingå under samma namn.